# Jeremih
Jeremih, właściwie Jeremih Felton (ur. 17 lipca 1987 w Chicago) – amerykański piosenkarz R&B oraz producent muzyczny.
Jego pierwszy studyjny album „Jeremih” promował singiel „Birthday Sex”.

## Życie i kariera

### Wczesne życie
Jeremih urodził się w Chicago (Illinois) w muzykalnej rodzinie. Na instrumentach uczył się grać już w wieku trzech lat. Uczęszczał do Morgan Park High School, gdzie był członkiem orkiestry marszowej. Szkołę tę ukończył, gdy miał 16 lat, po czym zapisał się do Uniwersytetu Illinois w Urbana-Champaign, by rozwijać karierę inżynieryjną. Po występie w szkolnym pokazie talentów ku czci Stevie Wonderowi zdał sobie sprawę z jego zdolności wokalnych. W 2007 roku zapisał się do Columbia College Chicago, by rozwijać się w kierunku muzycznym.

## Dyskografia

### Albumy
| Rok  | Tytuł                                                                 |
| ---- | --------------------------------------------------------------------- |
| 2009 | Jeremih - Data: 30 czerwca, 2009 - Wydawca: Def Jam Recordings        |
| 2010 | All About You - Data: 28 września, 2010 - Wydawca: Def Jam Recordings |

### Single
- Birthday Sex (2009)
- Imma Star (Everywhere We Are) (2009)
- Break Up to Make Up (2009)
- Raindrops (2010)
- I Like (featuring Ludacris) (2010)
- Down on Me (featuring 50 Cent) (2010)
- Don't Tell'em (featuring YG) (2014) – złota płyta w Polsce[2]
- Oui (2015)
- Planes (featuring J. Cole) (2015
- Pass Dat (2015)
- Impatient (featuring Ty Dolla $ign) (2015)
- Paradise (2015)

### Występy gościnne
- My Time (Fabolous featuring Jeremih) (2009)
- Love Somebody (Ace Hood featuring Jeremih) (2009)
- 5 Senses (50 Cent featuring Jeremih) (2010)
- Don't Deserve You (Lloyd Banks featuring Jeremih) (2010)
- Like Me (Lil Durk featuring Jeremih) (2015)
- Body (Dreezy featuring Jeremih) (2016)
- Still Think Im Nothing (50 cent  featuring Jeremih) (2017)

## Teledyski
| Rok  | Tytuł                           | Reżyser        |
| ---- | ------------------------------- | -------------- |
| 2009 | "Birthday Sex"                  | Paul Hunter    |
| 2009 | "Imma Star (Everywhere We Are)" | Marc Klasfield |
| 2009 | "Break Up to Make Up"           | Taj            |
| 2009 | "Raindrops"                     | Ghettonerd     |
| 2010 | "I Like"                        | Ray Kay        |
| 2010 | "Down on Me"                    | Ray Kay        |